# Pozdniakovo (Vladímir)
|  | Per a altres significats, vegeu «Pozdniakovo». |

Pozdniakovo (en rus: Поздняково) és un poble de l'óblast de Vladímir, a Rússia, segons el cens del 2010 tenia 6 habitants. Pertany al districte municipal de Koltxúguino.